# Orthetrum luzonicum
Orthetrum luzonicum är en trollsländeart som först beskrevs av Brauer 1868.  Orthetrum luzonicum ingår i släktet Orthetrum och familjen segeltrollsländor. IUCN kategoriserar arten globalt som livskraftig. Inga underarter finns listade i Catalogue of Life.

## Bildgalleri

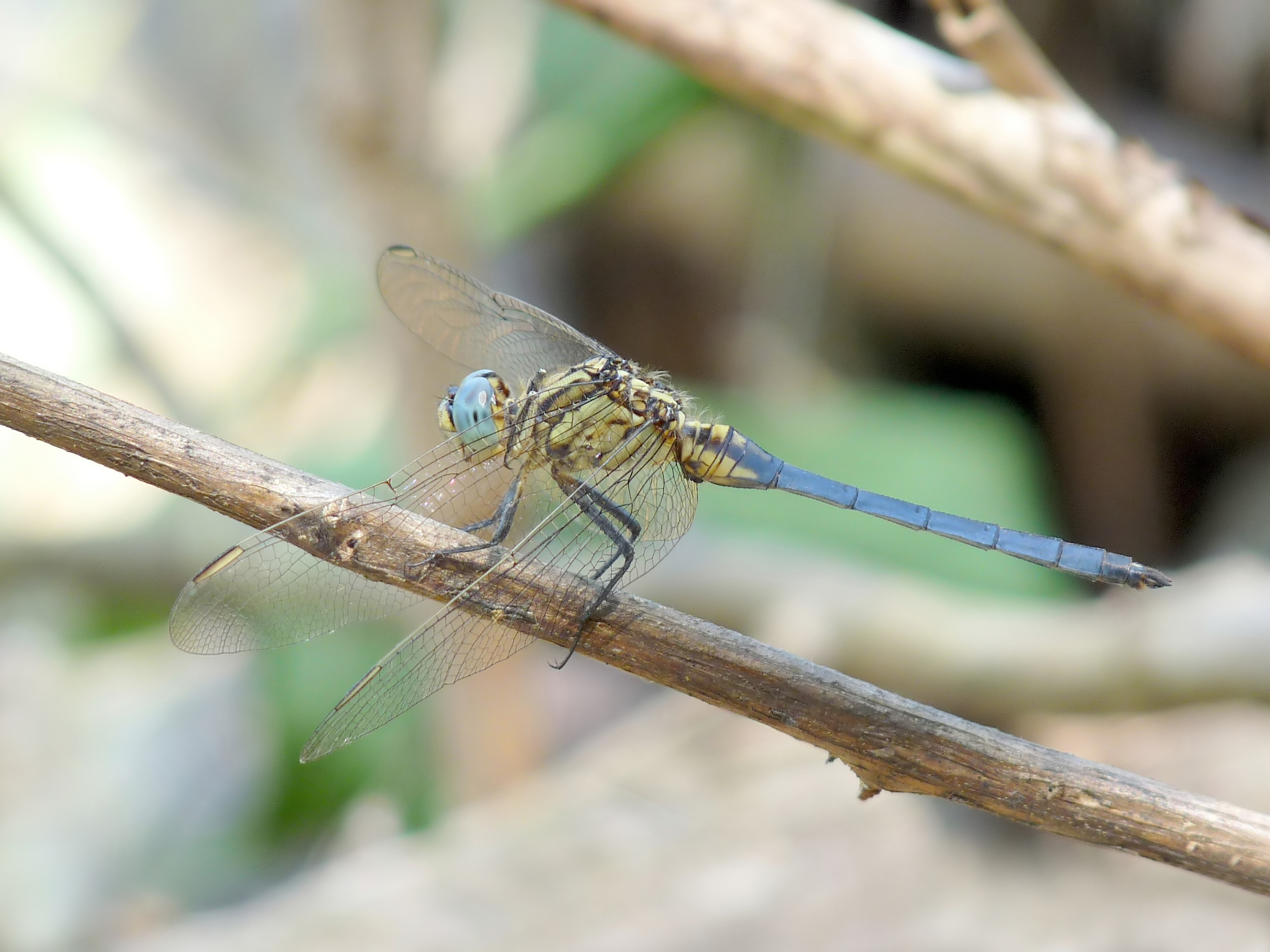
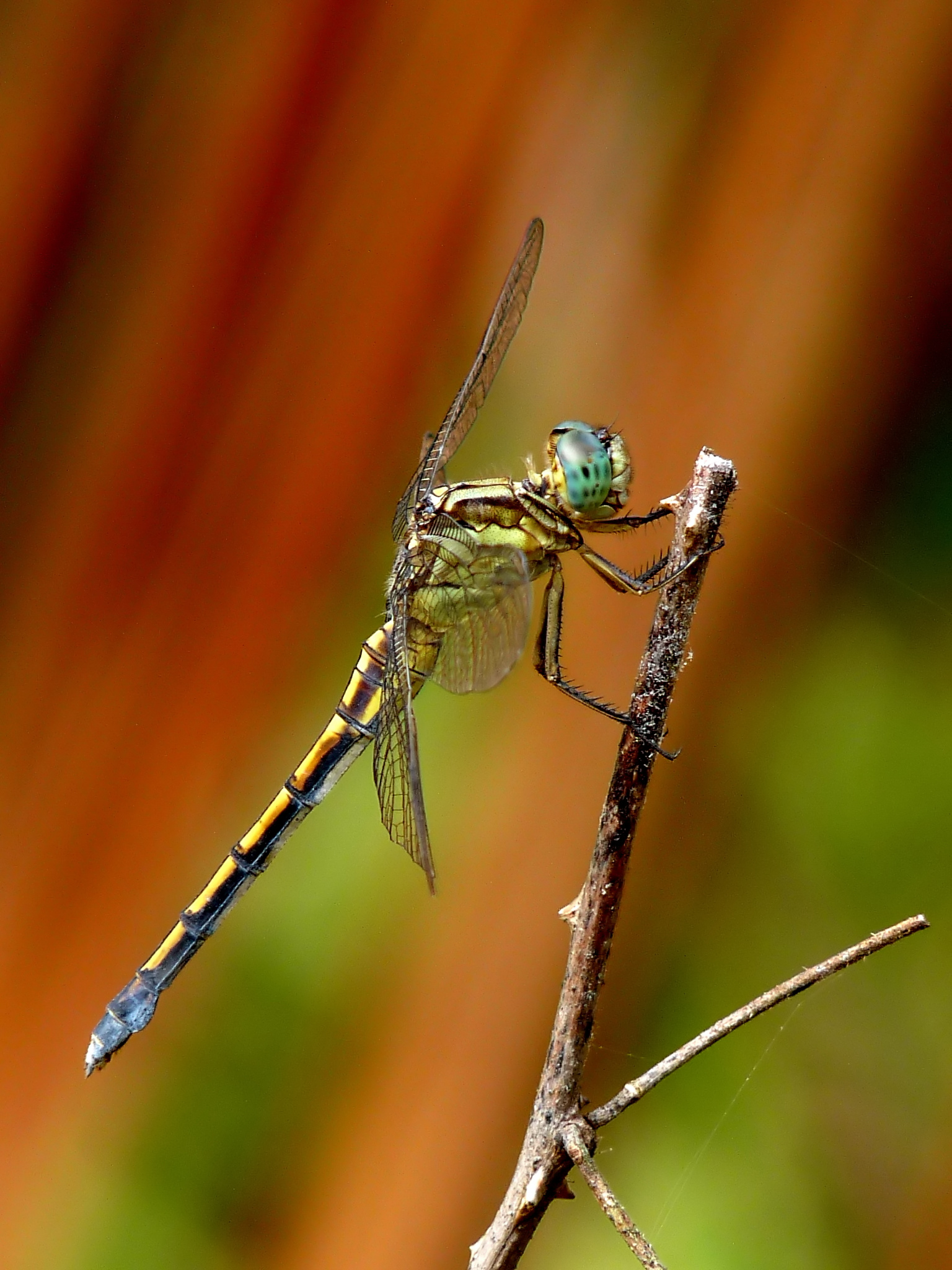
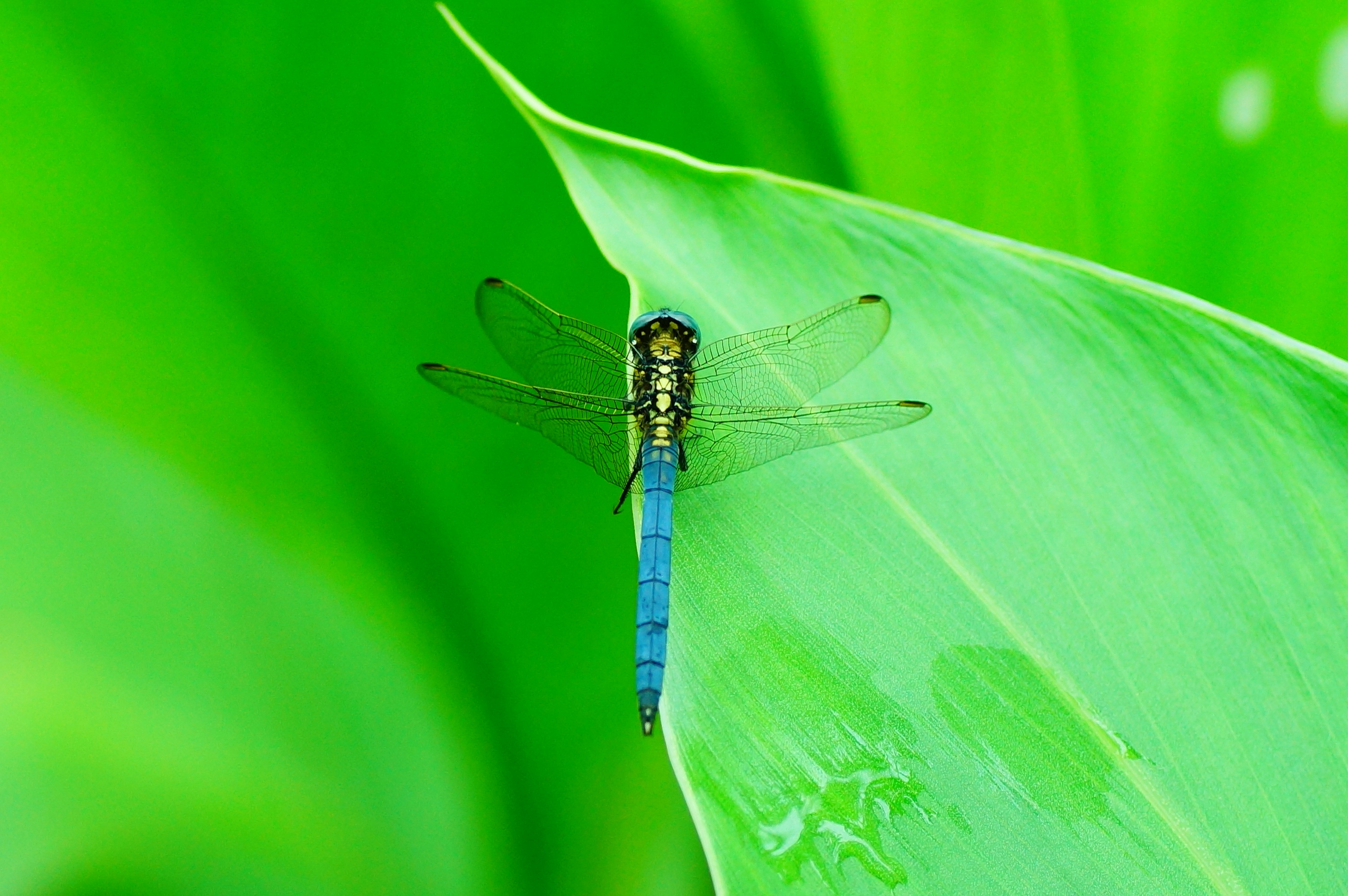
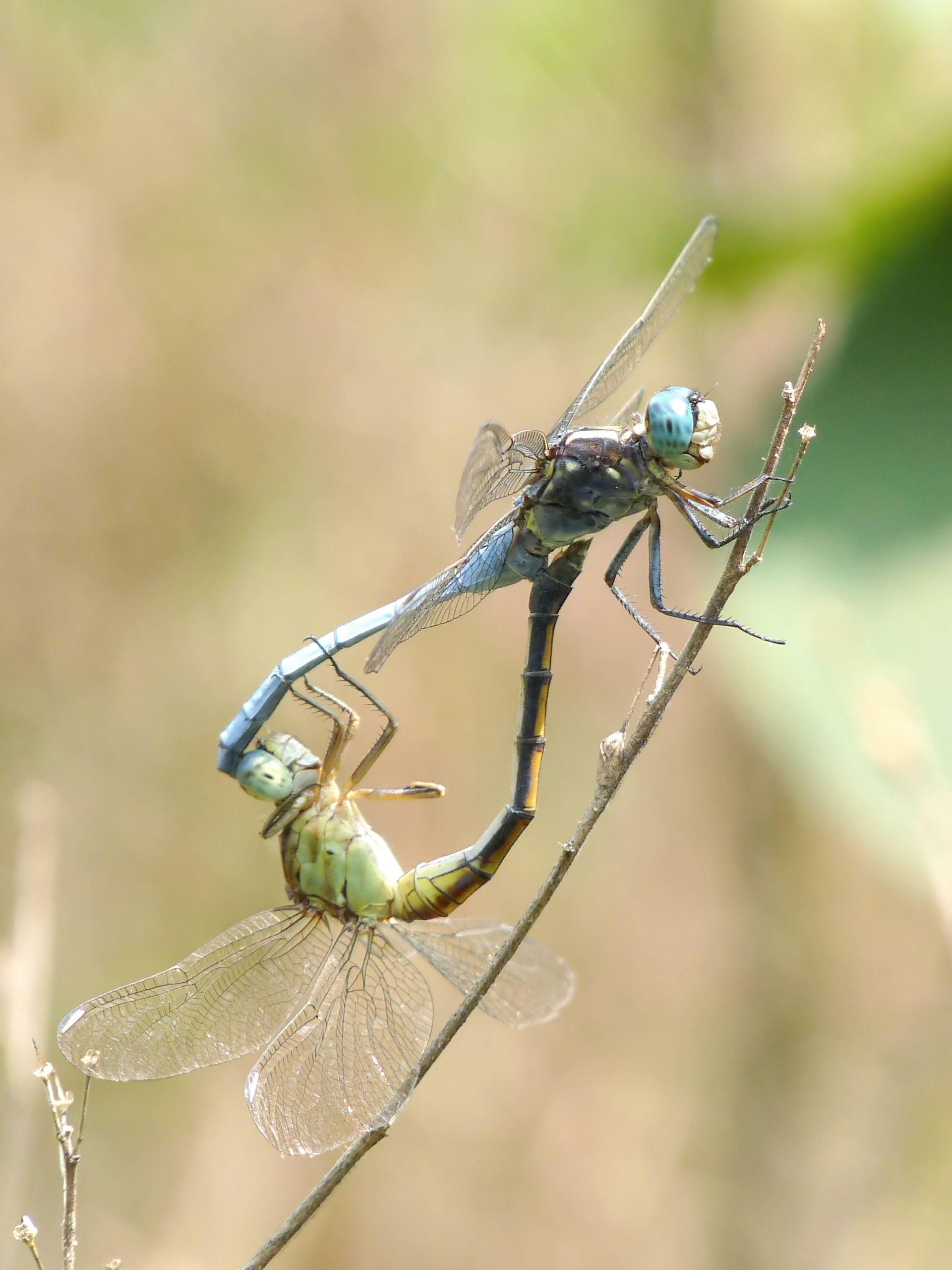
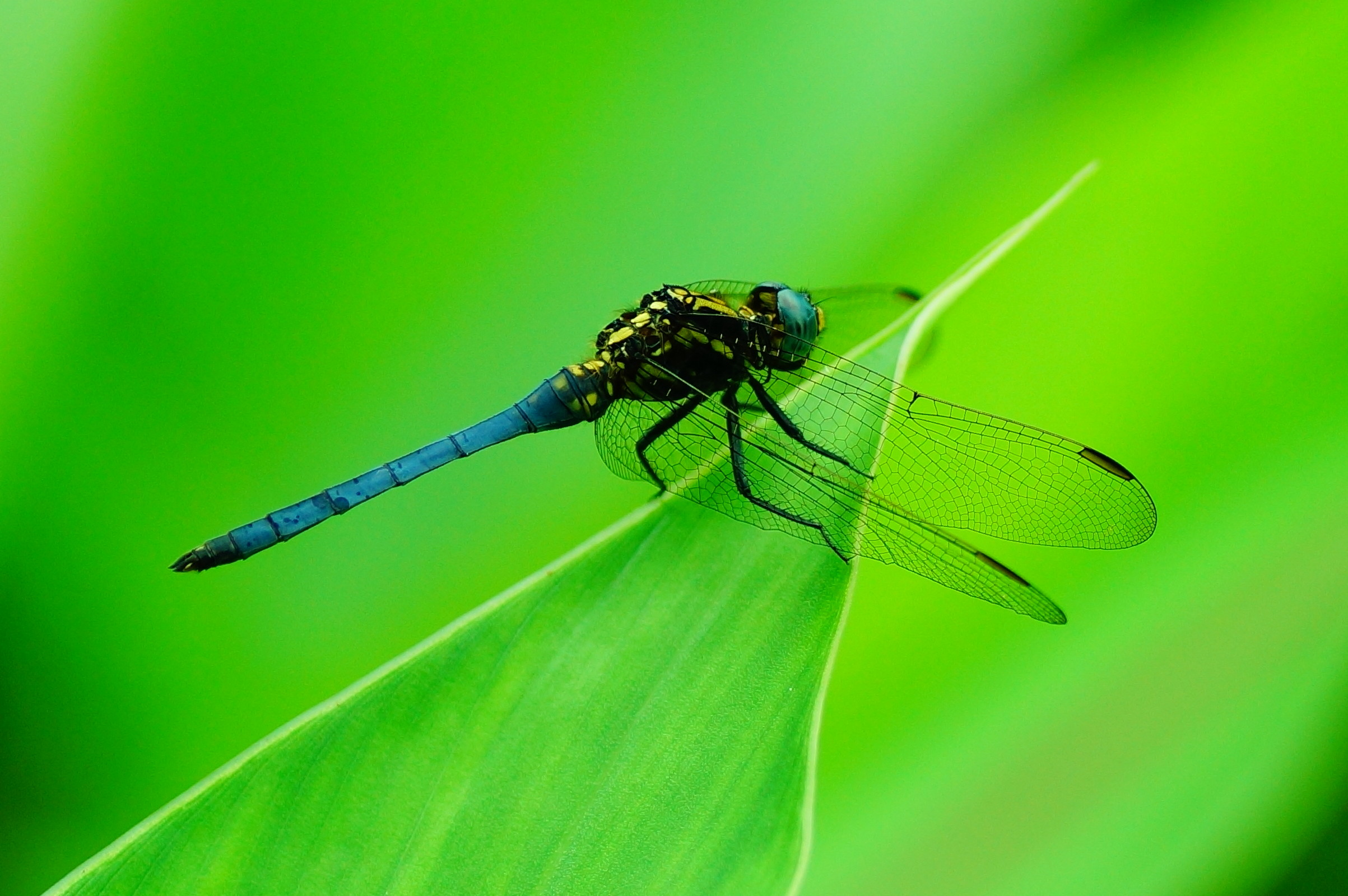